# Bač
Bač (serbocroata cirílico: Бач; húngaro: Bács; alemán: Batsch; eslovaco: Báč) es un municipio y villa de Serbia perteneciente al distrito de Bačka del Sur de la provincia autónoma de Voivodina.
En 2011 su población era de 14 405 habitantes, de los cuales 5399 vivían en la villa y el resto en las 5 pedanías del municipio. Es un municipio con diversidad étnica, donde los principales grupos son los serbios (6750 habitantes), eslovacos (2845 habitantes) y croatas (1209 habitantes).
Se ubica junto a la frontera con Croacia, unos 15 km al este de Vukovar.
La localidad da nombre a la región histórica de Bačka.

## Historia
Se conoce la existencia de la localidad desde el año 535, cuando se menciona en un documento del emperador Justiniano I. Desde su origen fue una importante fortificación, ya que el núcleo original se ubicaba en una isla de un meandro del río Mostonga, si bien actualmente la zona se halla seca debido al canal Danubio-Tisa-Danubio. En documentos sobre la cristianización de la zona del año 873, se menciona como una fortaleza de los ávaros en la cual también vivían eslavos. En el siglo X se incorporó al Gran Principado de Hungría. A partir del siglo XI se convirtió en una de las principales villas húngaras, mencionándose como capital de condado en 1074 (el condado de Bács, uno de los predecesores del actual condado de Bács-Kiskun), y era además una de las dos sedes episcopales de la arquidiócesis de Kalocsa y Bač. A principios del siglo XIII, el arzobispo Ugrin Csák promovió la construcción aquí del primer hospital de esta zona de Europa, mencionado en un documento de 1234 de Gregorio IX. En la primera mitad del siglo XIV, el rey Carlos Roberto mandó construir aquí la fortaleza de Bač, que desde el siglo XV se convirtió en una importante defensa contra los invasores otomanos.
En 1529, tres años después de la batalla de Mohacs, los otomanos conquistaron la fortaleza, pese a los esfuerzos del líder serbio Stjepan Berislavić por defenderla. A partir de ahí pasó a ser sede de una kaza del sanjacado de Segedin, hasta que en 1686 fue reconquistada por el Imperio Habsburgo. En 1704, durante la guerra de independencia de Rákóczi, la fortaleza fue un punto estratégico que albergó grandes cantidades de explosivos y que terminó la guerra incendiada y en ruinas. Hasta la primera mitad del siglo XX había muy pocos serbios viviendo aquí: la mitad de la población estaba formada por suabos del Danubio, procedentes de las migraciones del Imperio Habsburgo de los siglos XVIII-XIX, y en la otra mitad destacaban los croatas (šokci), descendientes de refugiados de Tuzla del siglo XVII, así como magiares. Los serbios llegaron a mediados del siglo XX, llenando el hueco dejado por la expulsión de alemanes tras la Segunda Guerra Mundial.

## Pedanías
Además de la villa de Bač (con el barrio rural de Mali Bač), el municipio incluye las siguientes pedanías:
- Bačko Novo Selo
- Bođani
- Vajska (con Labudnjača y Živa)
- Plavna
- Selenča